# Igelsdorf (Rednitzhembach)

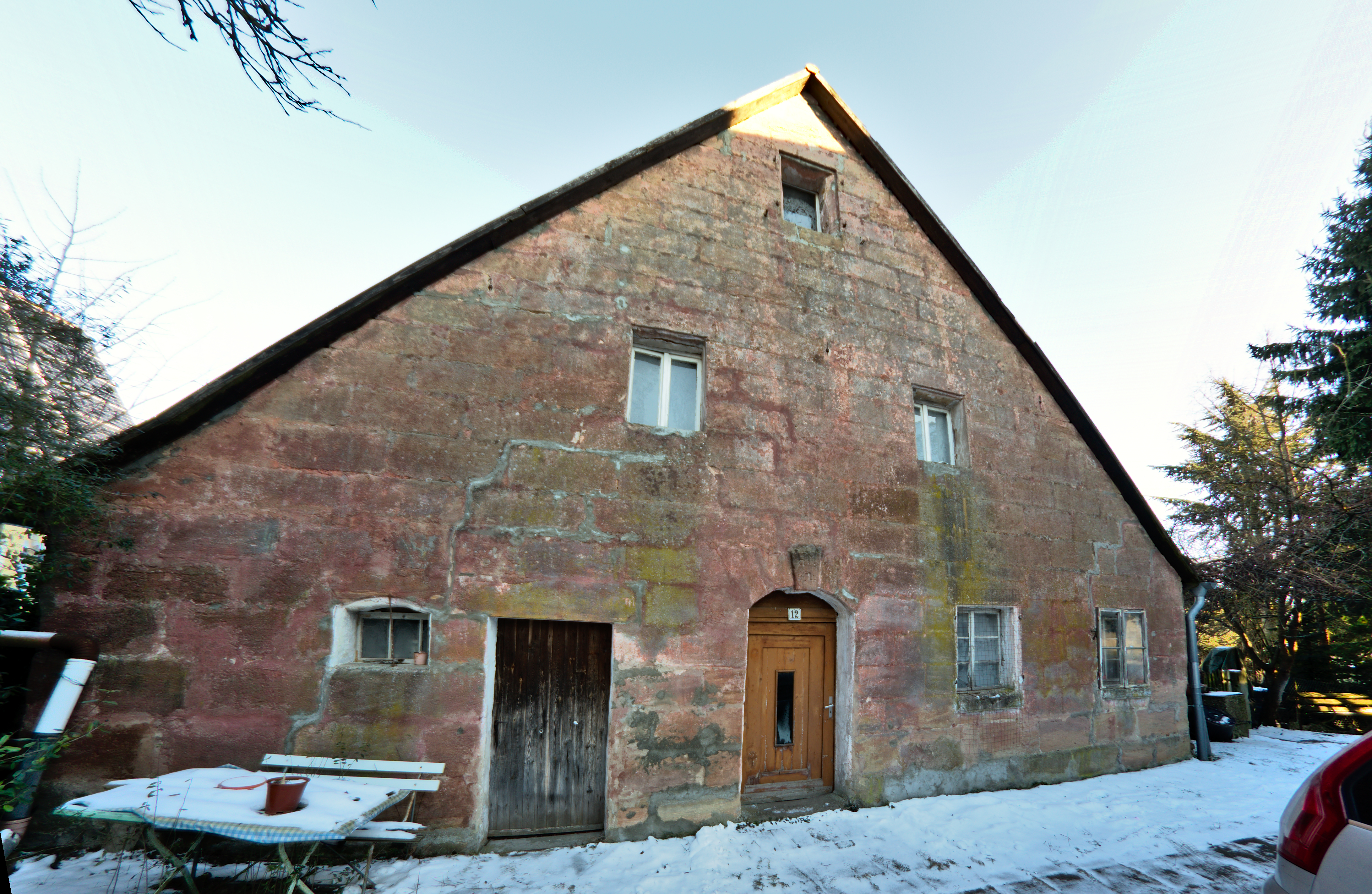
Wohnstallhaus dat. 1768

Igelsdorf (fränkisch: Iglschdoaf) ist ein Gemeindeteil der Gemeinde Rednitzhembach im Landkreis Roth (Mittelfranken, Bayern). Igelsdorf liegt in der Gemarkung Walpersdorf.

## Geografische Lage
Das Dorf bildet mit Plöckendorf im Südosten eine geschlossene Siedlung. Das im Norden angrenzende Gewerbegebiet erstreckt sich gemeindeübergreifend auch in den Gemarkungen Schwabach und Penzendorf. Die Bahnstrecke Nürnberg–Roth verläuft entlang der Westgrenze der Siedlung, die Staatsstraße 2409 entlang der Ostgrenze. Sie führt zur Anschlussstelle 56 (Schwabach-Süd) der Bundesautobahn 6 (1,6 km nordwestlich) bzw. an Rednitzhembach vorbei nach Pfaffenhofen (4,8 km südlich). Eine Gemeindeverbindungsstraße führt nach Walpersdorf (2 km südlich) bzw. nach Penzendorf zur Staatsstraße 2239 (1,2 km nördlich).
In der Bayerischen Uraufnahme war Igelsdorf ein Weiler mit acht Anwesen.

## Geschichte
Die Gegend mit ihren einfach zu bestellenden, sandigen Böden war bereits im Neolithikum besiedelt. In unmittelbarer Nähe finden sich Siedlungs- und Bestattungsplätze der Urnenfelderzeit, der Hallstattzeit und der Latènezeit. Zur Zeitenwende war das Gebiet der südlichste Ausläufer des Siedlungsgebietes der Narisker. An der Hembacher Straße sind vorgeschichtliche Bestattungsplätze auf eine Fläche von 1200 m² als Bodendenkmal ausgewiesen.
Zu römischer Zeit wurde die Besiedlung aufgegeben. Der Limes war nur einen Tagesmarsch entfernt und die Zeiten wurden zu unruhig. Aus der Zeit der Völkerwanderung fehlen jegliche Befunde. Sie setzen erst mit der karolingischen Zeit sporadisch wieder ein, in der das Gebiet zum Sualafeldgau gehörte.
Die wirtschaftliche Wiederbelebung der Gegend datiert ins 11. und 12. Jahrhundert. Der Ort selber wurde Anfang des 14. Jahrhunderts als „Igelerdorf“ erstmals urkundlich erwähnt. Das Bestimmungswort des Ortsnamens ist Igil, der Personenname des Siedlungsgründers.
Gegen Ende des 18. Jahrhunderts gab es in Igelsdorf 7 Anwesen und einem Gemeindehirtenhaus. Das Hochgericht übte das brandenburg-ansbachische Oberamt Schwabach aus. Die Dorf- und Gemeindeherrschaft hatte das Kastenamt Schwabach. Grundherren waren das Kastenamt Schwabach (3 Ganzhöfe, 1 Halbhof, 1 Köblergut, 1 Gütlein) und die Deutschordenskommende Nürnberg (1 Halbhof).
Von 1797 bis 1808 unterstand Igelsdorf dem Justiz- und Kammeramt Schwabach. 1806 kam der Ort an das Königreich Bayern. Im Rahmen des Gemeindeedikts wurde 1808 Igelsdorf dem Steuerdistrikt Rednitzhembach (I. Sektion) und der 1818 gebildeten Ruralgemeinde Walpersdorf zugeordnet. Am 1. Juli 1972 wurde Igelsdorf im Zuge der Gebietsreform in Bayern nach Rednitzhembach eingemeindet.

### Baudenkmäler
In Igelsdorf gibt es drei Baudenkmäler:
- Schwabacher Str. 9: Ehemaliges Bauernhaus des 19. Jahrhunderts
- Schwabacher Str. 10:  dazugehörige Scheune des 18./19. Jahrhunderts
- Schwabacher Str. 12: Wohnstallhaus von 1768 datiert

### Einwohnerentwicklung
| Jahr      | 001818 | 001840 | 001861 | 001871 | 001885 | 001900 | 001925 | 001950 | 001961 | 001970 | 001987 | 002021 |
| Einwohner | 57     | 54     | 75     | 66     | 60     | 76     | 64     | 212    | 310    | 601    | 1124   | 1786   |
| Häuser    | 11     | 13     |        |        | 14     | 16     | 14     | 33     | 61     |        | 286    |        |
| Quelle    | [ 14 ] | [ 15 ] | [ 16 ] | [ 17 ] | [ 18 ] | [ 19 ] | [ 20 ] | [ 21 ] | [ 22 ] | [ 23 ] | [ 24 ] | [ 1 ]  |

## Religion
Igelsdorf ist seit der Reformation evangelisch-lutherisch geprägt und bis heute nach St. Martin (Schwabach) gepfarrt. Die Katholiken sind nach Heilig Kreuz (Plöckendorf) gepfarrt.

## Verkehr
Im öffentlichen Nahverkehr ist Igelsdorf mit der S-Bahn-Linie 2 am Haltepunkt Rednitzhembach im 20-Minuten-Takt versorgt.